# زنبق سیمین‌رگه
زنبق سیمین‌رگه (نام علمی: Iris hymenospatha) یکی از گونه‌های سردهٔ زنبق است. ارتفاع گیاه ۱۰ سانتیمتر است. این گونه شباهت نزدیکی با زنبق شفاف دارد و اختلاف مهم آنها در پوشش محافظ گل‌هاست بطوریکه در این گونه پوشش‌ها بلندتر از لولهٔ گلپوش بوده، غشایی باریک و به رنگ سفید هستند در حالی که در گونهٔ زنبق شفاف به رنگ سبز و کوتاه‌تر از گلپوش هستند. این گیاه مدت زیادی با سایر گونه‌ها اشتباه می‌گردید ولی بالاخره در سال ۱۹۷۶ میلادی نامگذاری لاتین آن صورت گرفت. این گونه در دامنه‌های خشک از کرمان تا فارس، اصفهان و کردستان دیده می‌شود. فصل گلدهی اسفند تا فروردین است.